# Frijoles borrachos

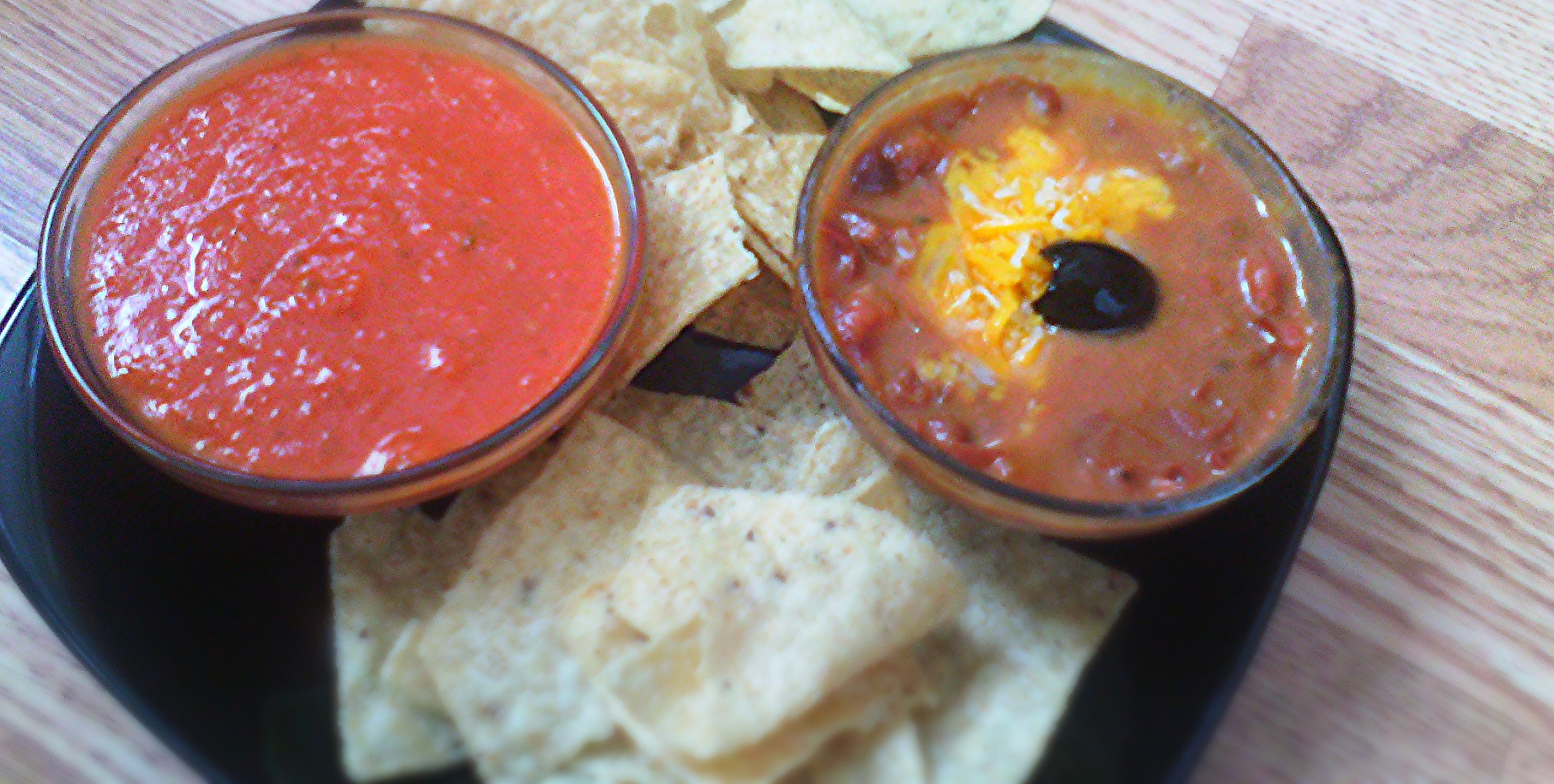
Frijoles borrachos utilizados como salsa de frijoles con salsa fresca y totopos

Los frijoles borrachos, también conocidos como "frijoles ebrios" o "frijoles grifos" son un platillo tradicional de la cocina mexicana y del sur de Texas hecho con frijoles pintos cocidos en cerveza y condimentados con cilantro, cebolla, ajo, tocino, grasa de tocino, comino y chile en polvo o chiles enteros. Los frijoles borrachos se pueden servir envueltos en tortillas de maíz con algún tipo de carne asada, se pueden comer en un tazón muy parecido al chile, o se pueden usar como salsa de frijoles y se comen con totopos. En las variaciones de este plato en la cocina mexicana, a menudo, los frijoles negros sustituyen a los frijoles pintos.

## Preparación
Los frijoles se remojan durante la noche, se escurren, y luego se agrega cerveza oscura junto con tocino, grasa de tocino y otras especias (cilantro, cebolla, ajo, comino, chiles en polvo o enteros), y suficiente agua para cubrir los frijoles unos centímetros. El preparado se cocina en una olla tapada durante 2 a 3 horas hasta que los frijoles estén tiernos. Las recetas de frijoles borrachos del sur de Texas pueden incluir tomates cortados en cubitos agregados al caldo, y las recetas mexicanas a menudo incluyen el epazote de especias. Los frijoles borrachos a veces se sirven como acompañamiento de tacos de pollo y enchiladas de queso.